# Winter-Asienspiele 2007
Die 6. Winter-Asienspiele waren eine multinationale Sportveranstaltung. Sie fanden vom 28. Januar bis 4. Februar 2007 in Changchun in der Volksrepublik China statt.

## Teilnehmerländer
An den Winter-Asienspielen 2007 nahmen Sportler aus 25 Ländern teil.
| - Afghanistan (3) - Volksrepublik China (159) - Chinesisch Taipeh (14) - Hongkong (26) - Indien (5) - Iran (14) - Japan (112) - Jordanien (3) - Kasachstan (104) - Kirgisistan (5) - Kuwait (22) - Libanon (3) - Macau (26) | - Malaysia (21) - Mongolei (23) - Nepal (2) - Nordkorea (66) - Pakistan (7) - Palästina (1) - Philippinen (5) - Südkorea (118) - Tadschikistan (3) - Thailand (23) - Vereinigte Arabische Emirate (19) - Usbekistan (11) |

## Sportarten
- Curling (Ergebnisse)
- Biathlon (Ergebnisse)
- Eishockey (Ergebnisse)
- Eiskunstlauf (Ergebnisse)
- Eisschnelllauf (Ergebnisse)
- Freestyle-Skiing (Ergebnisse)
- Shorttrack (Ergebnisse)
- Ski Alpin (Ergebnisse)
- Skilanglauf (Ergebnisse)
- Snowboard (Ergebnisse)

## Medaillenspiegel
| Rang | Land                | Gold | Silber | Bronze | Total |
| 1    | Volksrepublik China | 19   | 19     | 23     | 61    |
| 2    | Japan               | 13   | 09     | 14     | 36    |
| 3    | Südkorea            | 09   | 13     | 11     | 33    |
| 4    | Kasachstan          | 06   | 06     | 06     | 18    |
| 5    | Mongolei            | 0    | 0      | 04     | 01    |
|      | Usbekistan          | 0    | 0      | 01     | 01    |